# Kaaibeekhoeve

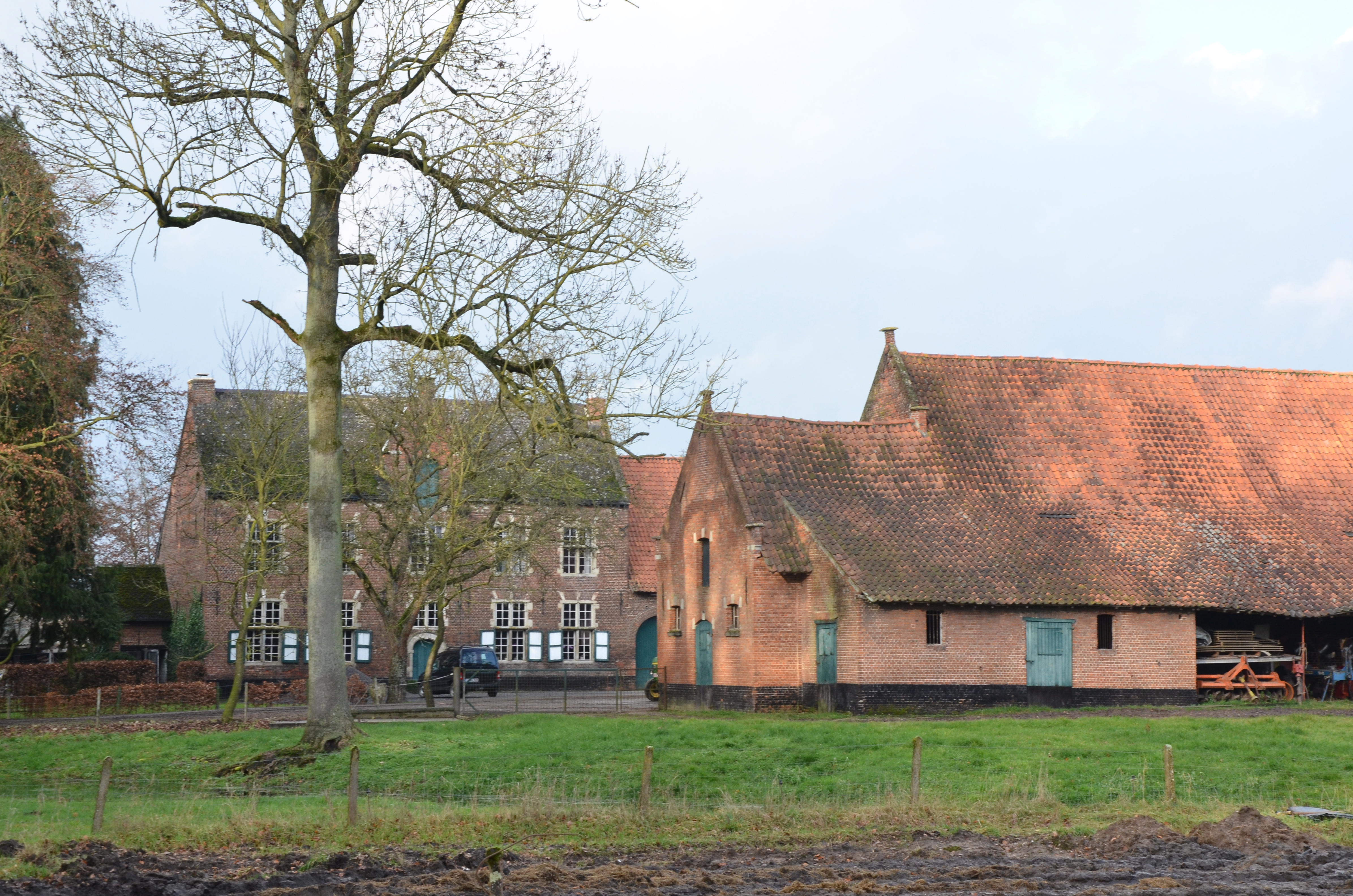
Kaaibeekhoeve

De Kaaibeekhoeve is een omgrachte hoeve in de tot de Antwerpse gemeente Herselt behorende plaats Bergom, gelegen aan Kaaibeek 1.

## Geschiedenis
Oorspronkelijk Kwabeek (Quabeke of Quackebeke) genaamd behoorde dit aan het Sint-Martinuskapittel te Utrecht en werd verpacht aan de heren van Wesemael. Om 1270 werd de Kaaibeekhoeve met omgeving een afzonderlijk leen dat in leen werd gegeven aan Gerard van Wesemael die zich heer van Kaaibeek ging noemen. De heren van Kaaibeek vormden een afzonderlijke tak van het geslacht Van Wesemael. Kaaibeek bleef een afzonderlijk leen tot 1391 en toen werd de heerlijkheid opgekocht door Jan I van Wesemael, heer van Westerlo.
In 1488 kwam Kaaibeek in bezit van het geslacht de Merode die vervolgens vele eeuwen lang de eigenaar bleef. In 1626 werd Kaaibeek verheven tot baronie. In 1686 werd de boerderij vergroot tot een comfortabeler woonplaats. Na verloop van tijd werd het belang van de baronie steeds minder en in de Franse tijd werd de baronie geheel opgeheven en kreeg de Kaaibeekhoeve steeds meer het karakter van een boerderij.

## Gebouw
De woning is in baksteen en zandsteen opgetrokken en de muurankers tonen het jaartal 1686. Het is een dubbelhuis met in de middentravee een trapgevel. Aangebouwd aan het huis is een stal die oorspronkelijk een potstal was. Parallel aan het woonhuis met stal bevindt zich een schuur.
Het complex is grotendeels omgracht.